# Tiia Reima
Tiia-Riitta Johanna Reima (* 1. Februar 1973 in Tampere) ist eine finnische Eishockeyspielerin, die ihr Heimatland zweimal bei Olympischen Winterspielen, fünfmal bei Welt- sowie fünfmal bei Europameisterschaften vertrat.

## Karriere
Tiia Reima begann ihre Karriere bei Ilves-Kiekko in der Naisten SM-sarja, bevor sie 1988 zum Lokalrivalen Ilves Tampere wechselte. Mit diesem Team gewann sie 1990, 1991, 1992 und 1993 die finnische Meisterschaft. Zwischen 1994 und 1996 spielte sie für den SC Lyss und in der Saison 2003/04 für den HC Lugano in der Leistungsklasse A. Dabei gewann sie 1995 und 1996 jeweils die Schweizer Meisterschaft.
Im Jahr 2000 wechselte sie zu Itä-Helsingin Kiekko.
Zwischen 2009 und 2011 spielte sie für Espoo Blues in der SM-sarja und beim IIHF European Women Champions Cup 2009/10. 2011 beendete sie ihre Karriere und wurde Trainerin bei den Blues. Bis 2014 betreute sie das Team und gewann dabei zwei weitere Meistertitel. Seit 2016 betreut sie die Mannschaft von Espoo United als Assistenztrainerin.
Bei den Olympischen Winterspielen 1998 in Nagano gewann sie mit der finnischen Nationalmannschaft die Bronzemedaille im olympischen Eishockeyturnier.

## Erfolge und Auszeichnungen
- 1989 Goldmedaille bei der Europameisterschaft
- 1990 Bronzemedaille bei der Weltmeisterschaft
- 1991 Goldmedaille bei der Europameisterschaft
- 1992 Bronzemedaille bei der Weltmeisterschaft
- 1993 Goldmedaille bei der Europameisterschaft
- 1994 Bronzemedaille bei der Weltmeisterschaft
- 1995 Goldmedaille bei der Europameisterschaft
- 1996 Bronzemedaille bei der Europameisterschaft
- 1997 Bronzemedaille bei der Weltmeisterschaft
- 1998 Bronzemedaille bei den Olympischen Winterspielen
- 1999 Bronzemedaille bei der Weltmeisterschaft
- 2015 Aufnahme in die Finnische Eishockey-Ruhmeshalle